# Iwokramabos
Het Iwokramabos (Engels: Iwokrama Forest) is een natuurreservaat in het midden van Guyana. Het beschermd 3.716 km2 ongerept tropisch regenwoud. Het gebied wordt omsloten door het Pakaraimagebergte in het westen, de Essequibo in het oosten, de Siparunirivier in het noorden en savannes in het zuiden. Het gebied bestaat uit laaglandbos, en was het leefgebied van de Macushi inheemsen.

## Overzicht
Het Iwokramabos bevindt zich op het grensgebied tussen de flora en fauna van het Amazonegebied en het Guyaans kustgebied, en heeft daarom een grote biodiversiteit. Er zijn meer dan 400 vissoorten in de rivieren en 90 vleermuissoorten, hetgeen het gebied relatief een van rijkste gebieden ter wereld maakt. Het gebied bevat onder andere de Guyanabrulaap, de treurkapucijnaap, de baardsaki, de reuzenmiereneter, en gordeldieren. Er zijn meer dan 500 vogelsoorten geïdentificeerd waaronder de harpij en de roodsnaveltoekan. In het zuidelijk gedeelte zijn boomtoploopbruggen aangelegd om de bezoeker een blik op de natuur van 30 meter hoogte te bieden.
De Turtle Mountain is een 300 meter hoge heuvel die het Iwokramabos domineert. Op de heuvel bevindt zich een basiskamp voor toeristen en onderzoekers. In 1996 werd de Iwokrama International Centre for Rain Forest Conservation and Development opgericht om het gebied te beheren.

## Galerij

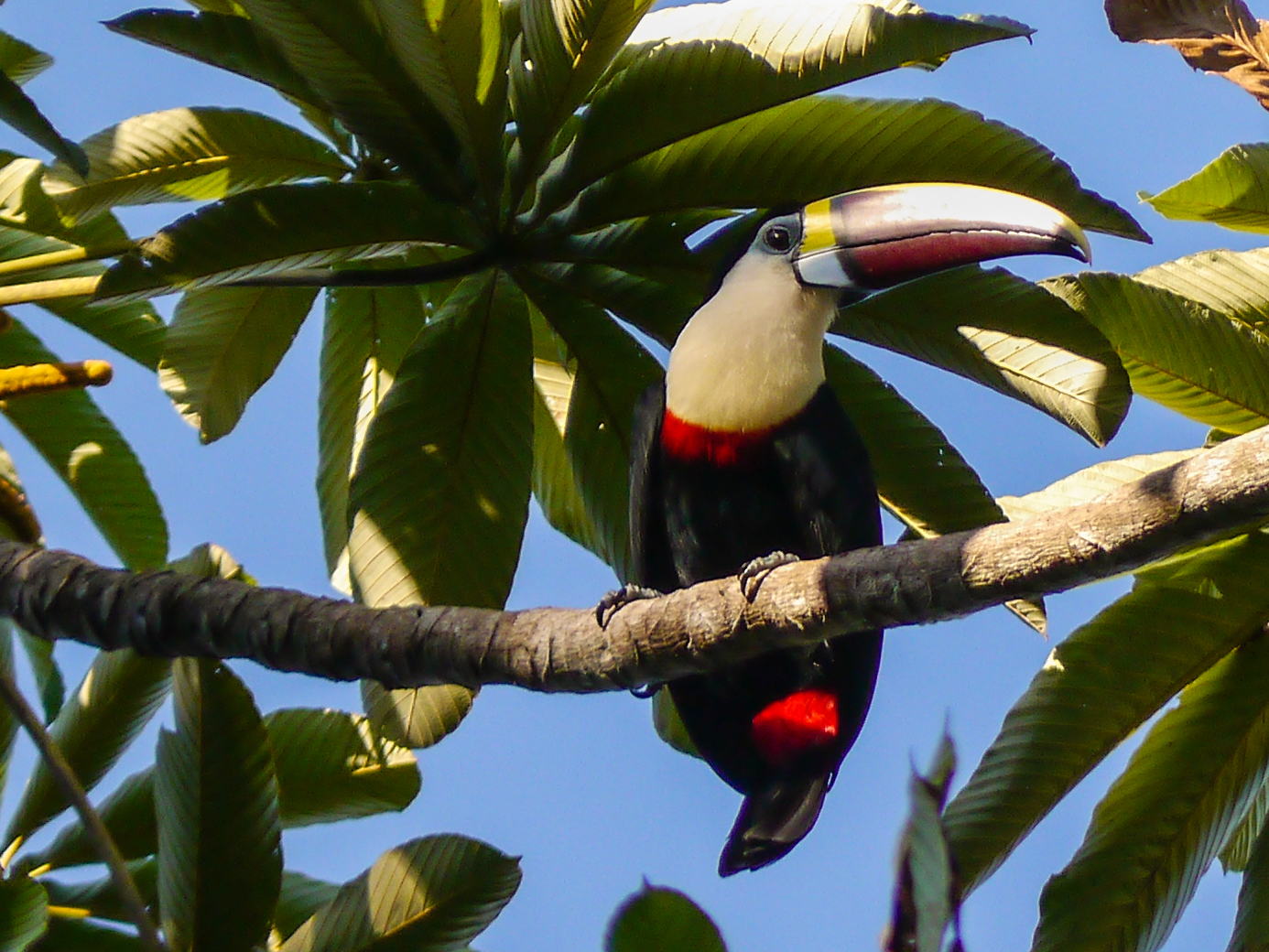
Toekan in Iwokrama
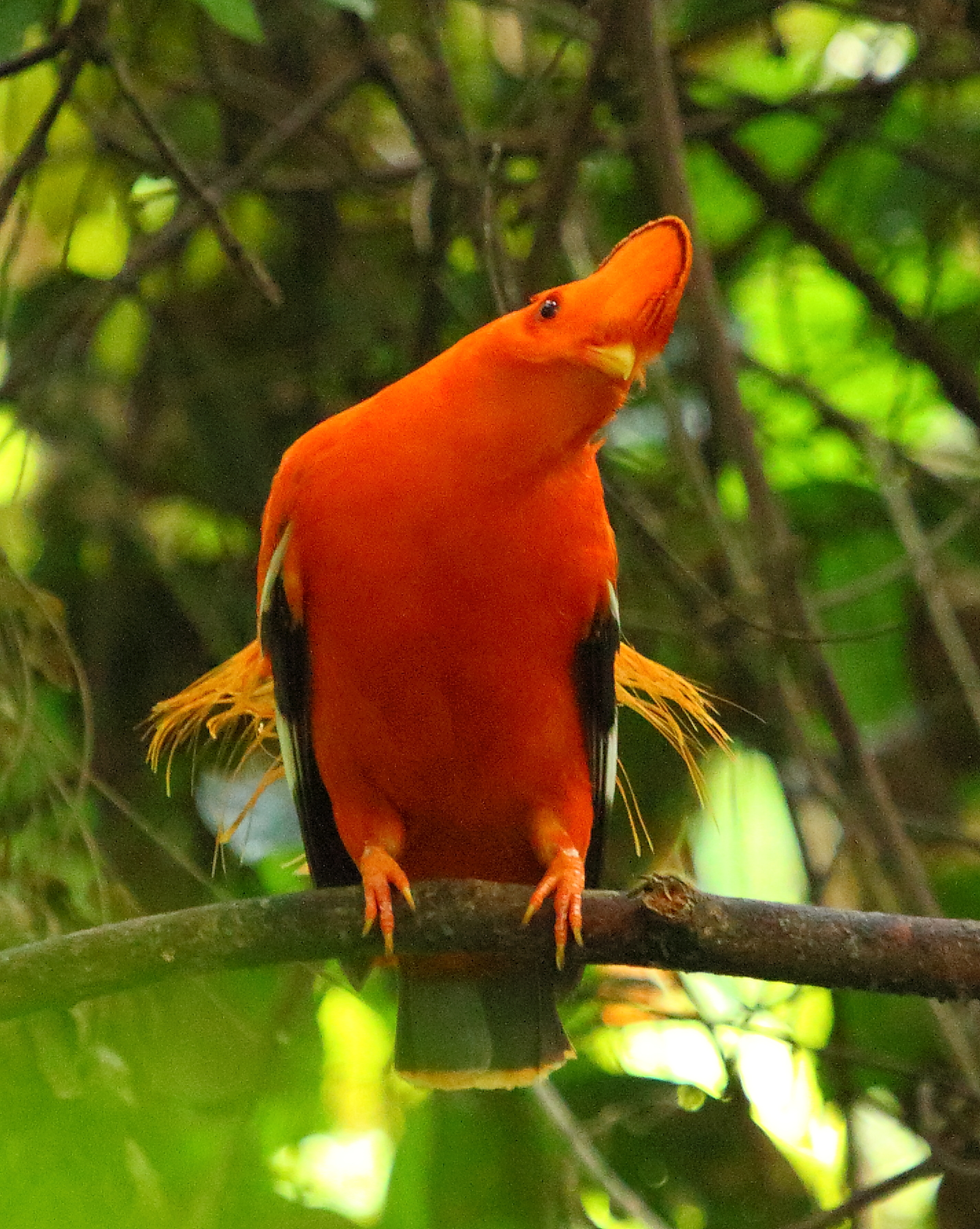
Oranje rotshaan
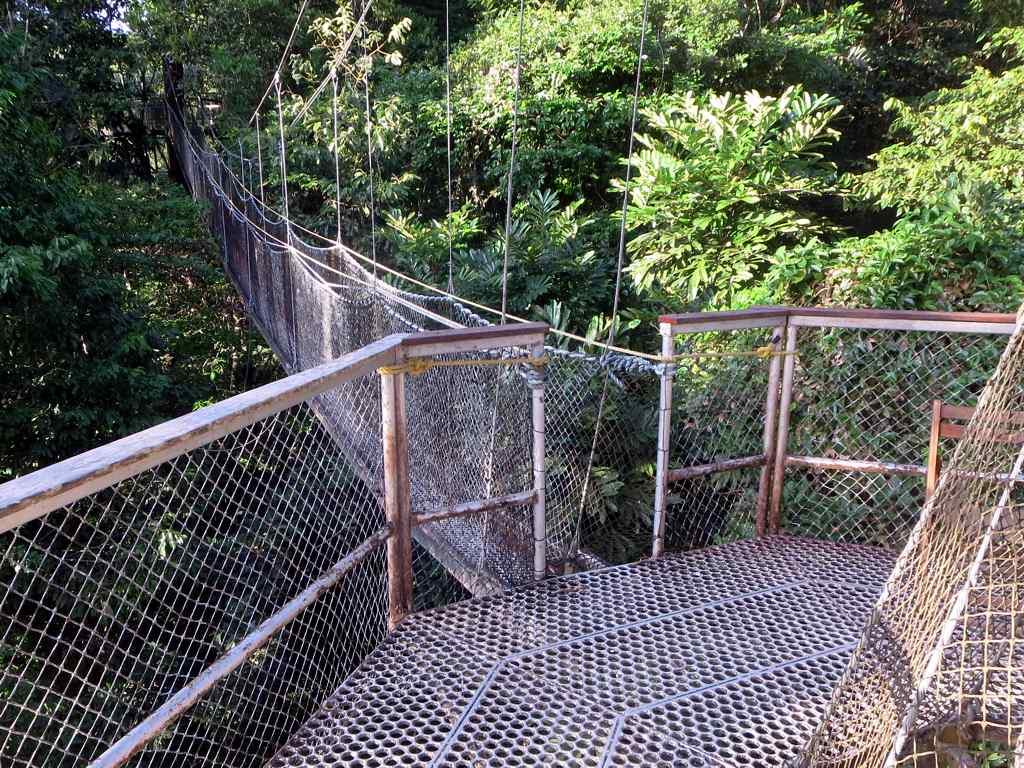
Loopburg
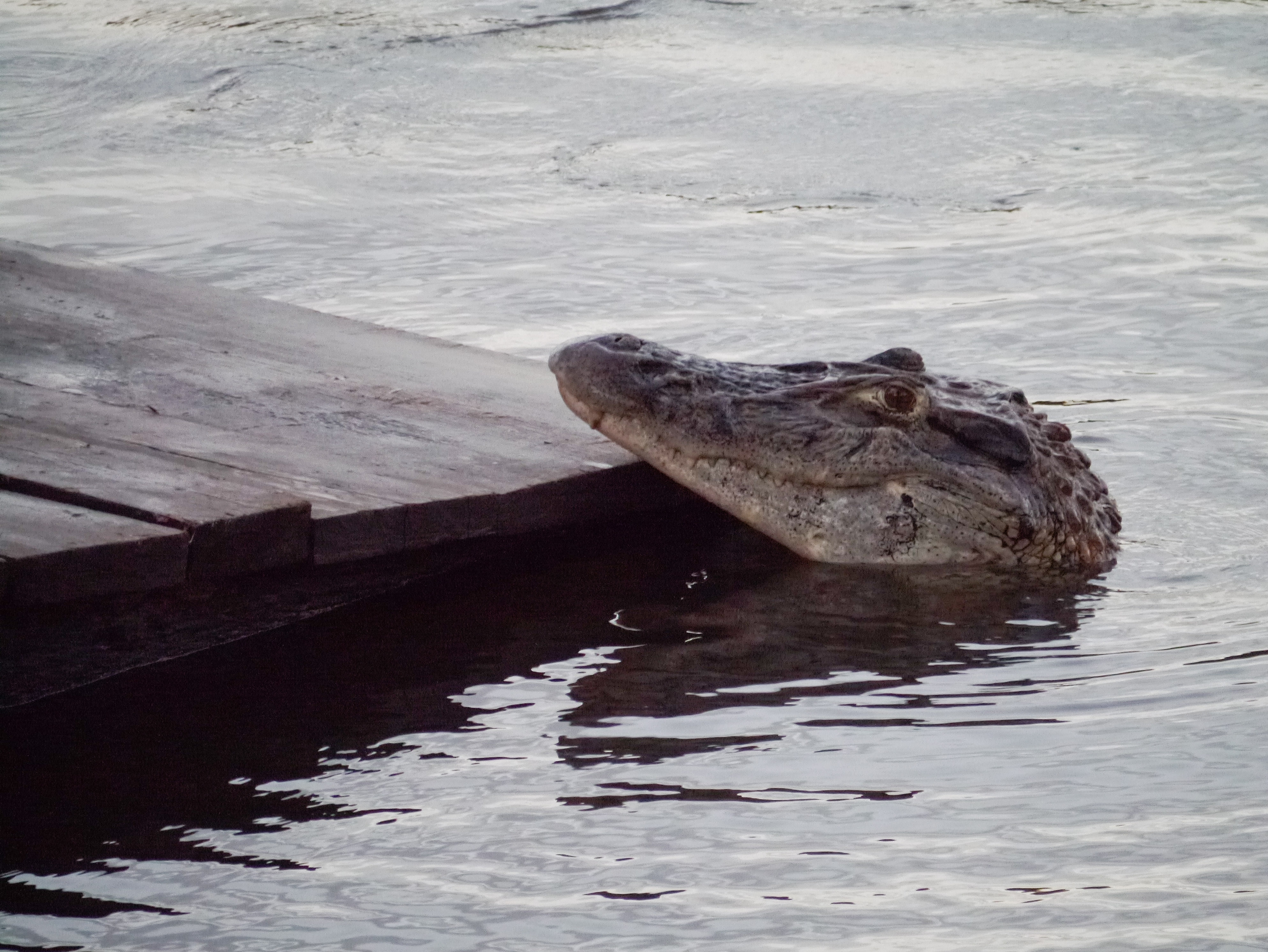
Kaaiman